# Efecto Aharonov-Bohm
El efecto Aharonov-Bohm es un fenómeno cuántico en el que la presencia de un campo magnético altera la propagación de una carga eléctrica, incluso cuando esta se propaga en zonas donde dicho campo no está presente. Descrito por primera vez por Werner Ehrenberg y  Raymond Siday en 1949, recibe su nombre de los físicos Yakir Aharonov y David Bohm que lo descubrieron de forma independiente en 1959.

## Descripción

La presencia de un campo magnético B confinado en un solenoide altera la propagación de una carga. Este efecto se manifiesta en una fase relativa entre las posibles trayectorias entre a y b.

En física clásica, el movimiento de una carga q en presencia de un campo magnético viene dada por la llamada fuerza de Lorentz:

{\displaystyle \mathbf {F} =q\,\mathbf {v} \times \mathbf {B} }

Por tanto, mientras el campo magnético B sea nulo, el movimiento de una carga no se ve afectado por dicha fuerza.
En mecánica cuántica, la evolución de una partícula bajo la influencia de un campo magnético está dada por la ecuación de Schrödinger, que en este caso toma la forma:

{\displaystyle {\frac {1}{2m}}\left[-i\hbar \nabla -q\mathbf {A} \right]^{2}\psi ({\vec {x}},t)=i\hbar {\frac {\partial \psi }{\partial t}}({\vec {x}},t)\,,}

donde A es el potencial vector asociado a dicho campo. Aunque este sea cero en la zona por la que la partícula puede moverse, esto no implica que A sea cero también, lo que puede afectar al movimiento de la misma.
Un ejemplo habitual es la propagación de una carga en presencia de un solenoide. Un solenoide ideal encierra un campo magnético constante en su interior, mientras que en el exterior este es cero. La amplitud de probabilidad cuántica de propagación para una carga moviéndose por el exterior de este viene dada por una integral de caminos, una suma sobre todas las posibles trayectorias entre el punto inicial a y el punto final b:

{\displaystyle \langle a|b\rangle =\int {\mathcal {D}}\mathbf {x} \exp \left\{{\frac {i}{\hbar }}\int _{a}^{b}L\right\}\,,}

La acción de cada trayectoria —la integral del lagrangiano L— se ve modificada por la presencia del potencial vector A. En concreto adquiere un término:

{\displaystyle \int _{a}^{b}L=S\to S+q\int _{a}^{b}\mathbf {A} \cdot d\mathbf {x} }

De este modo, la probabilidad de propagación, que es el cuadrado de esta amplitud, adquiere una fase relativa entre las trayectorias que pasan por la izquierda y por la derecha del solenoide. El valor de esta fase, obtenida mediante el teorema de Stokes, es proporcional al 
valor del flujo magnético que atraviesa el solenoide,  q ΦB/ℏ. Por lo tanto, la probabilidad de detectar la carga en el punto b tiene una contribución que varía sinusoidalmente a medida que lo haga el campo B.